# Sigurd el Poderoso
Sigurd riki Eysteinsson o Sigurd el Poderoso (nórdico antiguo: Sigurðr hinn ríki, 850 - 892), caudillo vikingo que gobernó alrededor de 875–892 como segundo jarl de las Orcadas, sucediendo a su hermano Rognvald Eysteinsson. Murió de una extraña forma tras la decapitación de uno de sus enemigos, Máel Brigte (posiblemente un Mormaer de Moray).

## Heimskringla y Orkneyinga
Las dos principales fuentes de información sobre la vida de Sigurd son Heimskringla y la saga Orkneyinga. Según las sagas, tras la batalla de Hafrsfjord que unificó el reino de Noruega en 872, las Orcadas y Shetland se convirtieron en refugio de los vikingos exiliados, que las usaban como base para sus incursiones en Noruega. El rey Harald I de Noruega subyugó a los piratas con ayuda de Rognvald Eysteinsson, jarl de Møre.
Durante la conquista, el hijo de Rognvald, Ivar, murió y en compensación por la pérdida el rey le concedió el dominio de las islas y el título de jarl. Con el consentimiento del rey, Rognvald transfirió el título y las tierras a su hermano Sigurd, que era uno de los salvaguardas de Harald. La Historia Norvegiæ, escrita en el mismo periodo pero de otras fuentes, corrobora la conquista de las islas por la familia de Rognvald, pero omite cualquier otro detalle.
En alianza con Thorstein el Rojo, Sigurd expandió sus dominios a territorio escocés conquistando Caithness y Sutherland, por lo menos tan al sur como Ekkjalsbakka, que algunas fuentes identifican con Moray, y muy posiblemente más al norte a lo largo de la ribera del río Oykel. Su empeño en conquistar todo el norte de Escocia fue legendario y merecedor del epíteto «el Poderoso», en nórdico antiguo riki.

## La maldición de Sigurd
Según la saga Orkneyinga, hacia el final de su reinado, Sigurd retó al caudillo escocés Máel Brigte a un enfrentamiento concertado con cuarenta hombres por bando en batalla abierta. Traicioneramente, Sigurd trajo a ochenta hombres. Máel Brigte fue derrotado y decapitado. Sigurd ató la cabeza de Máel Brigte a la silla de su caballo como trofeo de conquista, y mientras cabalgaba los dientes de Máel fueron mordiendo la pierna de Sigurd, la herida se infectó y provocó su muerte. Fue enterrado en un túmulo conocido como «túmulo de Sigurd» (Sigurðar-haugr), del nórdico antiguo haugr que significa túmulo. El emplazamiento de dicho túmulo está muy probablemente cerca de la actual Sidera o Cyderhall, cerca de Dornoch.
Tras la muerte de Sigurd siguió un periodo de inestabilidad. Le sucedió su hijo Guthorm, que murió pocos meses después. Rognvald envió a su hijo Hallad como jarl de las Orcadas, pero Hallad no pudo contener las continuas incursiones de los piratas vikingos, se resignó y regresó a Noruega en desgracia. Las sagas mencionan que otros hijos de Rognvald estaban mucho más interesados en conquistar otras plazas que no Escocia, por lo que el condado fue cedido al hijo más joven, Torf-Einarr, cuya madre era thrall.

## Herencia
Sigurd casó con Jocunda Olafsdatter (n. 859), una hija de Olaf el Blanco y su consorte Aud la Sabia. Fruto de esa relación nacería Guthorm Sigurdsson.